# Teys Schucany
Teys Schucany (født 1994 i Roskilde, Danmark) er en dansk filminstruktør og manuskriptforfatter uddannet fra Super16. Han har instrueret kortfilmene Dit navn skrevet i bølger og Elsker dig i skjul. Han havde sin debut som instruktør og manuskriptforfatter med tv-serien En af drengene i 2023 som vandt en Emmy ved International Emmy Award i 2024.

## Opvækst
Teys Schucany blev født i Roskilde. Han voksede op i bofællesskabet, Kæphøj, hvor han boede det mest af sin barndom med undtagelsen af 1,5 år i Californien, USA og et år i Charlestown, Australien.
Han instruerede teater og musicals i sin hjemby i Roskilde bl.a. som elev på Roskilde Katedralskole.

### Karriere
Schucany startede med at lave film i 2014, hvor han var runner på spillefilmen, Kapgang.
Han gik på filmhøjskolen, KBH Film- & Fotoskole i 2015. I 2019 blev han optaget på filmskolen, Super16. På Super16 instruerede han førsteårsfilmen, Dit navn skrevet i bølger som af Filmmagasinet Ekko blev sammenlignet med film af de danske filminstruktører, Bille August og Nils Malmros. Han instruerede midtvejsfilmen, Elsker dig i skjul. Hans afgangsfilm, Flygt Frys Kæmp, blev udtaget til Odense International Film Festival og shortlistet til Young Director Award i Cannes.
I 2022 vinder Schucany som den danske kandidat Viaplay Original Talent awards med tv-serien, En af drengene. Tv-serien får premiere i 2023 på Viaplay og bliver Schucanys professionelle debut som instruktør. Serien har premiere på seriefestivalen Series Mania i Lille i konkurrenceprogram, bliver nomineret til Aarhus Series, Robert Prisen og TV-Prisen og blev vist i konkurrenceprogram på Seriencamp i München.
En af drengene bliver i 2024 nomineret til en Emmy-pris ved International Emmy Awards. I november 2024 vinder serien en Emmy for bedste serie i kategorien Kids: Live Action.

### Filmografi
Udvalgte film krediteret hos Det Danske Filminstitut og Internet Movie Database:
- Supernova (2019, kortfilm)
- Dit navn skrevet i bølger (2020, kortfilm)
- Tradition (2019, instruktørassistent)
- Elsker dig i skjul, (2021, kortfilm)
- Flygt Frys Kæmp (2021, kortfilm)
- En af drengene (2023, tv-serie)